# Мост Онаруто
Мост Онаруто (яп. 大鳴門橋, букв. «Большой мост Наруто») — висячий мост через пролив Наруто, соединяющий город Наруто в префектуре Токусима и остров Авадзи в префектуре Хиого, Япония. Является частью скоростной автодороги Кобе-Авадзи-Наруто и системы мостов Хонсю—Сикоку. Один из крупнейших висячих мостов в мире. 
Строительство моста началось в сентябре 1976 года, а 8 июня 1985 года он был открыт для движения. Он заменил паромное сообщения между двумя островами. По первоначальному проекту предполагалось построить совмещённый автомобильно-железнодорожный мост. Мост был сделан двухъярусным, однако из-за того что, мост Акаси-Кайкё был построен только для автомобильного движения, от идеи железнодорожного сообщения отказались. На нижнем ярусе расположены тротуары, с которых открывается вид на водовороты Наруто, популярную туристическую достопримечательность.
Основной пролёт моста составляет 876 м, боковые пролёты — по 330 м каждый. Высота пилонов 144,3 м. Общая длина моста составляет 1629 м, ширина — 25 м.

## Галерея

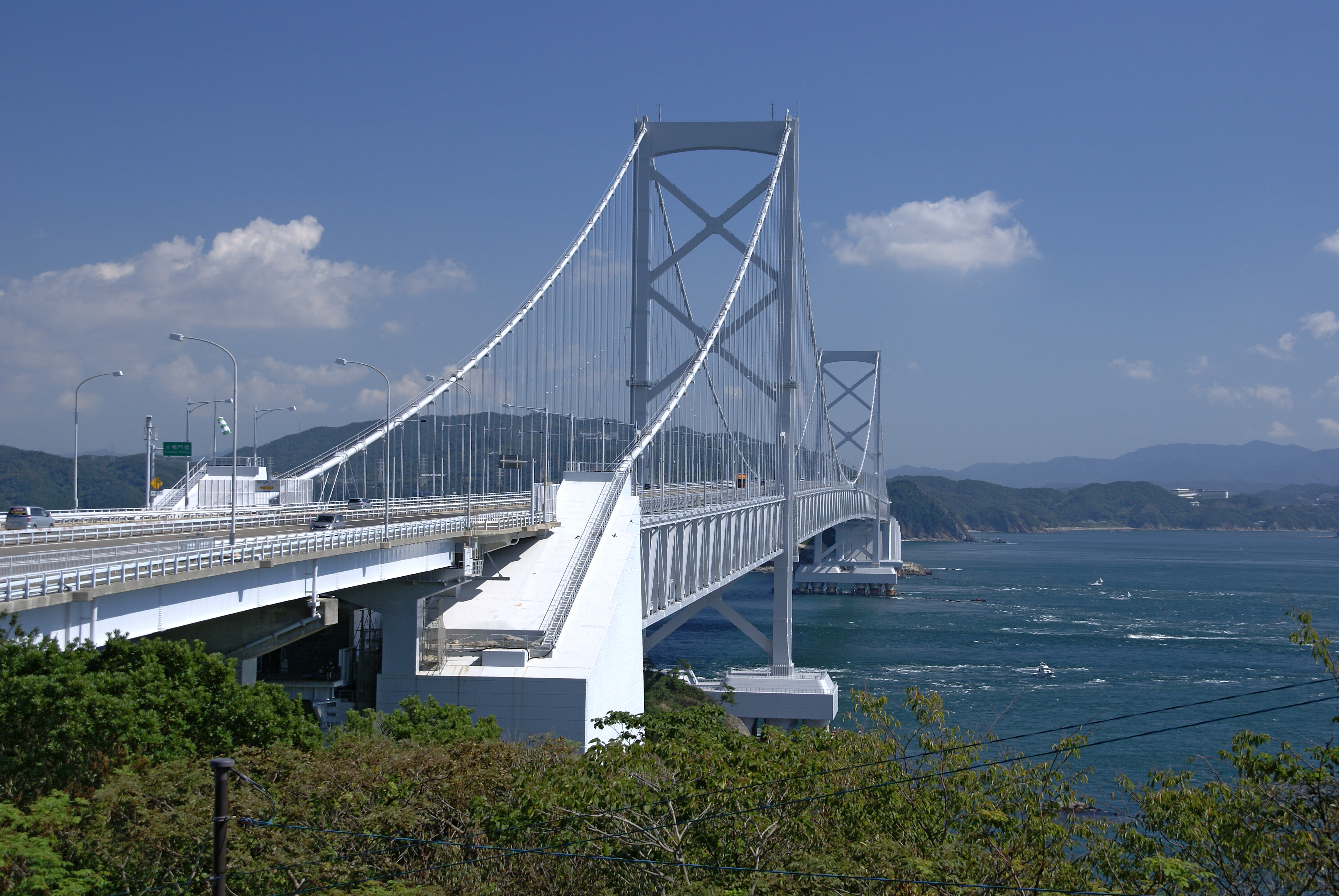
Общий вид моста
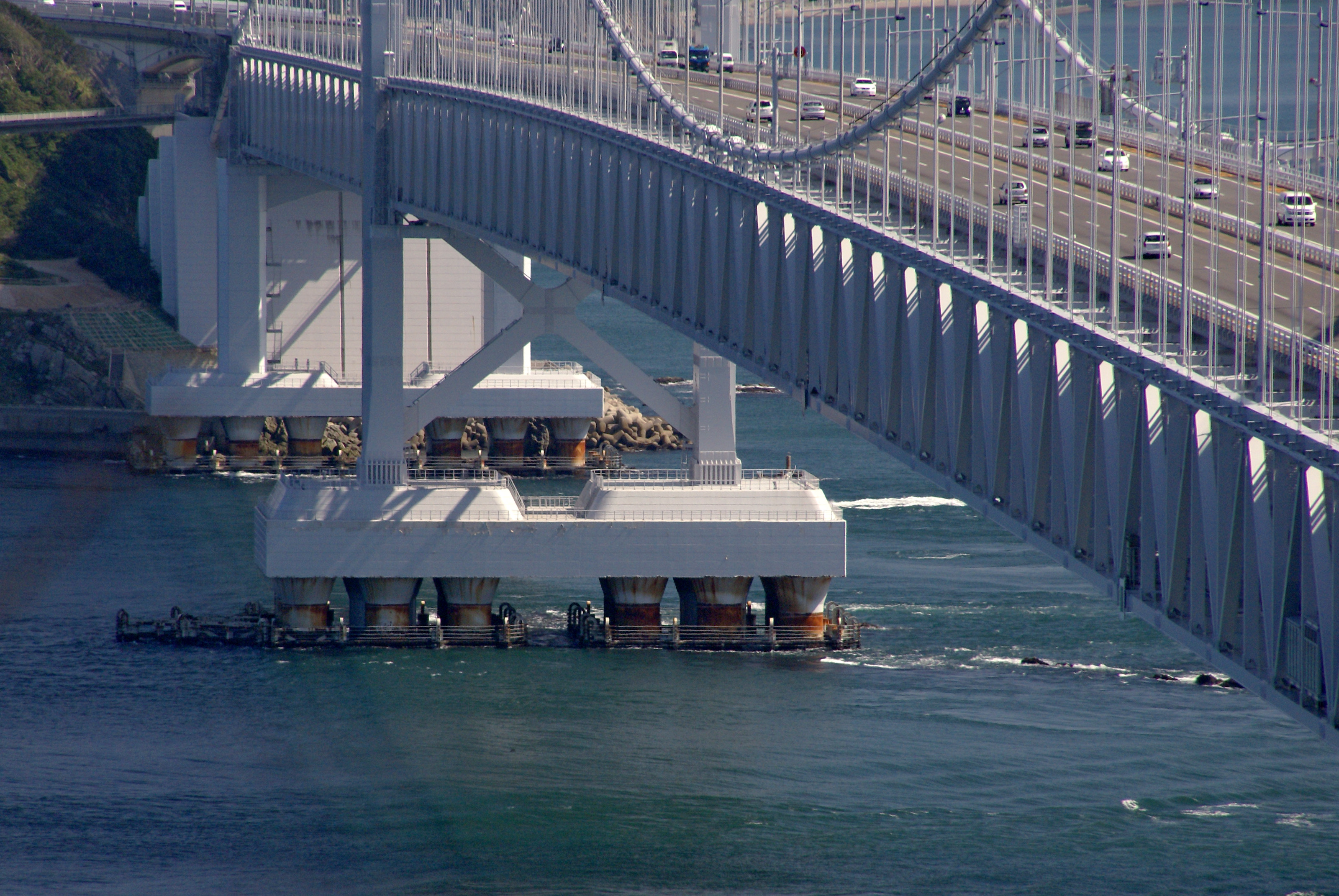
Опоры
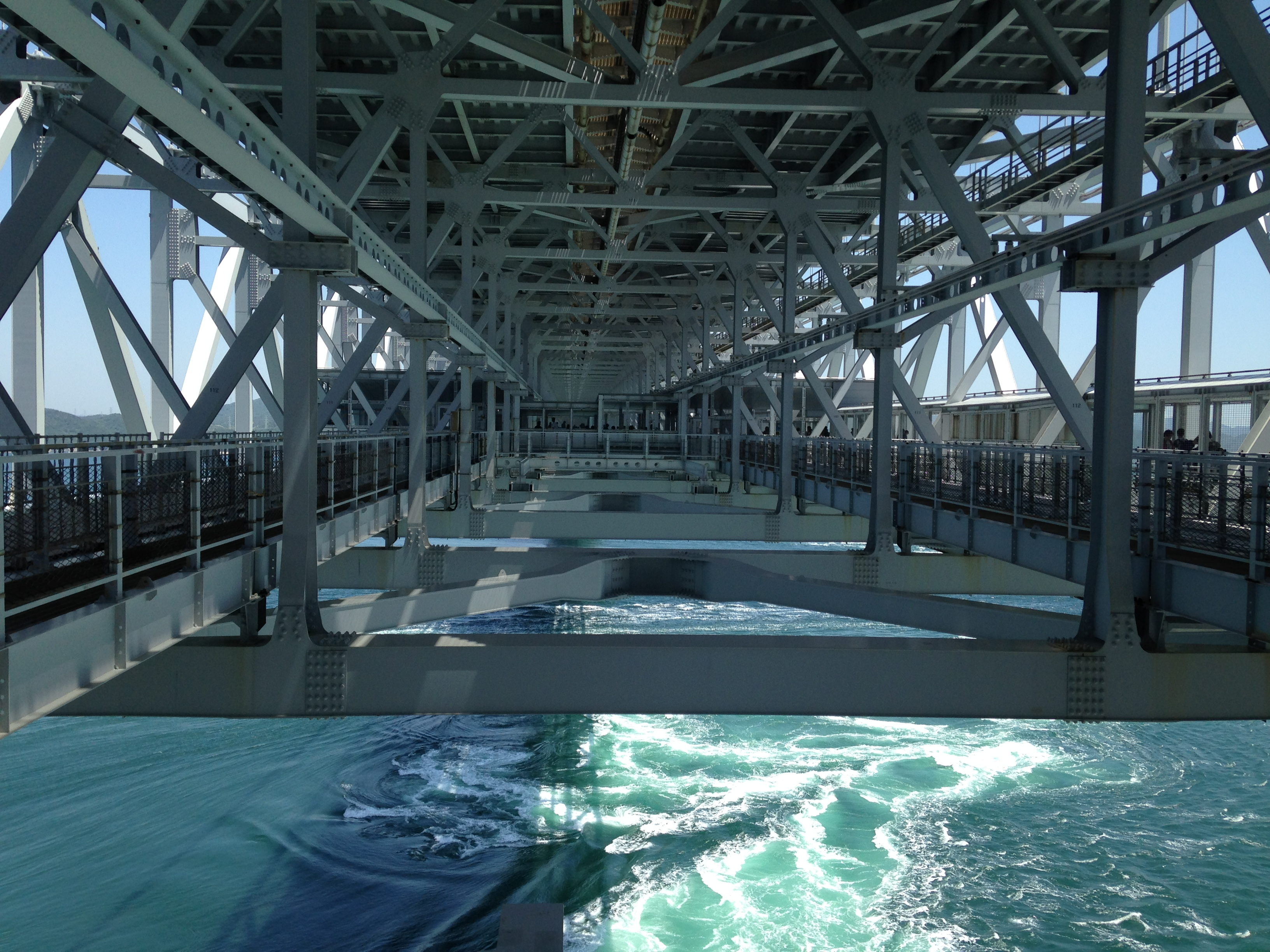
Нижний ярус моста
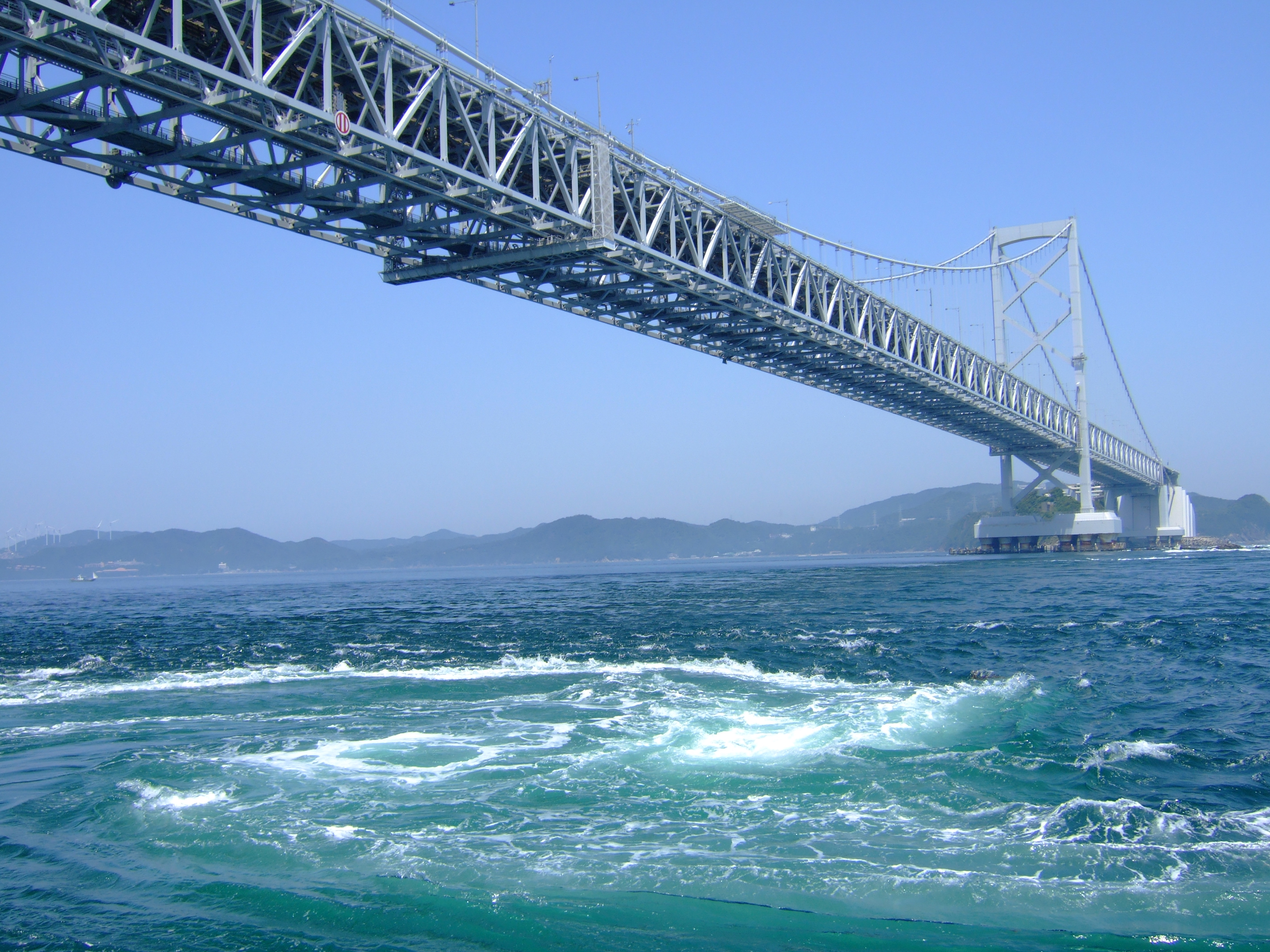
Водовороты Наруто